# Адольф Фрідріхс
Адольф Фрідріхс (нім. Adolf Friedrichs; 4 березня 1914, Геттінген — 25 вересня 1942, Атлантичний океан) — німецький офіцер-підводник, капітан-лейтенант крігсмаріне.

## Біографія
5 квітня 1935 року вступив на флот. Після проходження навчання служив в 1-й ескадрильї 706-ї групи прибережної авіації. В січні-червні 1941 року пройшов курс підводника. З червня 1941 року — 2-й вахтовий офіцер на підводному човні U-98. У вересні-жовтні пройшов курс командира човна. З 21 жовтня 1941 року — командир U-253. 12 вересня 1942 року вийшов у свій перший і останній похід. 25 вересня U-253 затонув у Данській протоці північно-західніше Ірландії (67°00′ пн. ш. 23°00′ зх. д.), підірвавшись на британській міні. Всі 45 членів екіпажу загинули.

## Звання
- Кандидат в офіцери (5 квітня 1935)
- Морський кадет (25 вересня 1935)
- Фенріх-цур-зее (1 липня 1936)
- Оберфенріх-цур-зее (1 січня 1938)
- Лейтенант-цур-зее (1 квітня 1938)
- Оберлейтенант-цур-зее (1 жовтня 1939)
- Капітан-лейтенант (1 червня 1942)

## Нагороди
- Медаль «За вислугу років у Вермахті» 4-го класу (4 роки)